# Campeonato Peruano de Fútbol de 1914
El Campeonato Peruano de Fútbol de 1914, denominado como «III Campeonato de la Liga Peruana de Football 1914», fue la 3.ª edición de la Primera División del Perú y la 3.ª edición realizada por la ADFP. El campeón fue el Club Lima Cricket, que obtenía su segundo título.
Se desarrolló entre el 5 de mayo al 8 de septiembre de 1914, con la participación de siete clubes de Lima y Callao bajo el sistema de todos contra todos en dos ruedas.
Ascendieron ese año, los clubes Sporting Fry y Atlético Peruano No 1 y al final de la competencia descendieron a la segunda división, los clubes Sporting Fry y el Association F.B.C que no se presentó al torneo.
La organización estuvo a cargo de la Liga Peruana de Foot Ball (LPFB), que es la base de la Liga Distrital de Futbol de Lima - Cercado y de la Asociación Deportiva de Fútbol Profesional (ADFP).

## Ascensos y descensos
| Club             | Ascendido como              |
| ---------------- | --------------------------- |
| Sporting Fry     | 1º en Segunda División 1913 |
| Atlético Peruano | 2º en Segunda División 1913 |

| Club                | Descendido como                 |
| ------------------- | ------------------------------- |
| Unión Miraflores    | 7º en Primera División 1913     |
| Miraflores Sporting | Retiro en Primera División 1913 |

## Equipos participantes
| Club               | Ciudad            | Fundación |
| ------------------ | ----------------- | --------- |
| Atlético Grau No.1 | Cercado, Lima     | 1909      |
| Atlético Peruano   | Rimac, Lima       | 1910      |
| Jorge Chávez Nº1   | Cercado, Lima     | 1910      |
| Lima Cricket       | Magdalena, Lima   | 1859      |
| Sport Alianza      | La Victoria, Lima | 1901      |
| Sporting Fry       | Cercado, Lima     |           |
| Sport Inca         | Rímac, Lima       | 1908      |

### Equipos no participantes
- Association Football Club - no se presentó al Torneo y descendió a la segunda División de 1915

## Tabla de posiciones
El primer puesto de la tabla fue para el Lima Cricket and Football Club y obtuvo la Copa Escudo Dewar, el segundo lugar fue para el Sport Alianza y en tercer lugar estuvo el Jorge Chávez N°1.
| Pos. | Equipo            | PTOS |
| ---- | ----------------- | ---- |
| 1º   | Lima Cricket      | 12   |
| 2º   | Sport Alianza     | 11   |
| 3º   | Jorge Chávez N°1  | 10   |
| 4º   | Sport Inca        | 10   |
| 5º   | Atlético Peruano  | 7    |
| 6º   | Atlético Grau N°1 | 3    |
| 7º   | Sporting Fry      | 3    |

|  |          |
|  | Campeón  |
|  | Descenso |

|                        |
| Campeón Nacional       |
| Lima Cricket 2º título |
|                        |

## Enlaces
- Espectáculo y autogobierno del fútbol, capítulo 4 de La difusión del fútbol en Lima, tesis de Gerardo Álvares Escalona, Biblioteca de la Universidad Nacional Mayor de San Marcos
- Tesis Difusión del Fútbol en Lima
- De Chalaca:El génesis
- retrofutbolas:Campeones y subcampeones del Fútbol Peruano